# Asijské malé kočky
Asijské malé kočky, tedy kočky rodu Prionailurus, jsou malé kočkovité šelmy žijící v jižní a jihovýchodní Asii. Známe čtyři druhy, někdy se popisuje ještě pátý druh, kočka iriomotská.
Všechny druhy asijských koček mají skvrnitou srst, i když výraznost kresby se liší podle druhu i poddruhu. Velikost kolísá od velké kočky rybářské (až 11 kg) až ke kočce cejlonské, která patří mezi nejmenší kočkovité šelmy a nikdy neváží více než 2 kg. Dva druhy, kočka rybářská a kočka plochočelá, jsou přizpůsobeny lovu ryb, žab a dalších vodních živočichů, obecně jsou asijské malé kočky oportunitní lovci a mají-li příležitost, loví i domácí drůbež. Kočka rybářská a kočka plochočelá jsou jediné malé kočky, které nedokážou úplně zatáhnout drápy.
Tři ze čtyř druhů jsou ohrožené a IUCN je klasifikuje jako zranitelné druhy. Jedině kočka bengálská je hojná a má také ze všech koček největší areál rozšíření. Jen jeden její poddruh, kočka iriomotská, je vzácná.

## Druhy
- Kočka bengálská (Prionailurus bengalensis)
- Kočka plochočelá (Prionailurus planiceps)
- Kočka cejlonská (Prionailurus rubiginosus)
- Kočka rybářská (Prionailurus viverrinus)